# Herwart Miessner
Herwart Miessner (* 19. Februar 1911 in Bromberg; † 7. Dezember 2002) war ein deutscher Politiker (DKP-DRP, später FDP).

## Leben und Beruf
Miessner war promovierter Jurist. Ab 1938 arbeitete er bei der Reichsfinanzverwaltung. 1940 wurde er Regierungsrat. 1939 bis 1945 war er im Range eines Gefreiten in der Wehrmacht.

## Partei
Miessner trat zum 1. Mai 1933 in die NSDAP ein (Mitgliedsnummer 3.189.129).
Nach dem Krieg gehörte Miessner der DKP-DRP an, für die er 1949 in den Deutschen Bundestag gewählt wurde. Auf dem niedersächsischen Landesparteitag am 28. August 1949 unterstützte er den nationalsozialistischen Flügel um Franz Richter (das ist Fritz Rößler), der sich gegen den gemäßigteren nationalkonservativen Flügel um Adolf von Thadden durchsetzen konnte. Miessner selbst, der sich mit einem Plädoyer für eine Synthese zwischen der „antiquierten DNVP-Linie und der revolutionären NSDAP-Linie“ beworben hatte, wurde zum Stellvertreter Richters gewählt.
Völlig überraschend schloss sich Miessner, dem zuvor eher Kontakte zur später verbotenen SRP nachgesagt wurden, am 5. Oktober 1950 der FDP an.

## Abgeordneter
Er gehörte dem Deutschen Bundestag von 1949 bis 1957 und erneut vom 21. Mai 1959, als er für Carlo Graaff nachrückte, bis 1969 an. Vom 14. September 1955 bis zum Ende der zweiten Legislaturperiode war er stv. Vorsitzender des Bundestagsausschusses für Bau- und Bodenrecht, von 1965 bis 1969 Vorsitzender des Postausschusses des Bundestages.

## Gewerkschaftsarbeit
Von 1963 bis 1969 war Miessner, der Postbeamter war, stellvertretender Bundesvorsitzender des Deutschen Beamtenbundes.

## Ehrungen
- 1968: Verdienstkreuz 1. Klasse der Bundesrepublik Deutschland